# Чоп
Чоп — місто на заході України, в Ужгородському районі Закарпатської області, центр Чопської міської громади.

## Географія
Місто Чоп лежить у західній частині Закарпатської області у рівнинній місцевості, у межиріччі Тиси й Латориці. Відстань до Ужгорода — 24 кілометри (автошлях E573, з яким збігається М06). Чоп — найзахідніше місто України. Він лежить на стику кордонів Словаччини, Угорщини та України, тому тут містяться контрольно-пропускні пункти Чоп (Страж)—Чєрна-над-Тисою (кордон зі Словаччиною) та Чоп (Тиса), Чоп (Дружба) (кордон з Угорщиною). Площа міста становить 6,19 квадратних кілометрів.
На природних умовах міста позначається його становище у верхів'ї Середньодунайської низовини на південний захід від масиву Карпатських гір. Висота над рівнем моря коливається в межах 102—107 метрів. Переважають вітри західних та південних напрямків, кількість опадів — 700—750 мм на рік. Середні температури січня від −4, −3 °C. Середні температури липня від +20 °C. Ґрунти бурі широколистяних лісів та наплавні. З корисних копалин в адміністративних межах є будівельні глини, пісок, каолін, андезіт.

## Історія

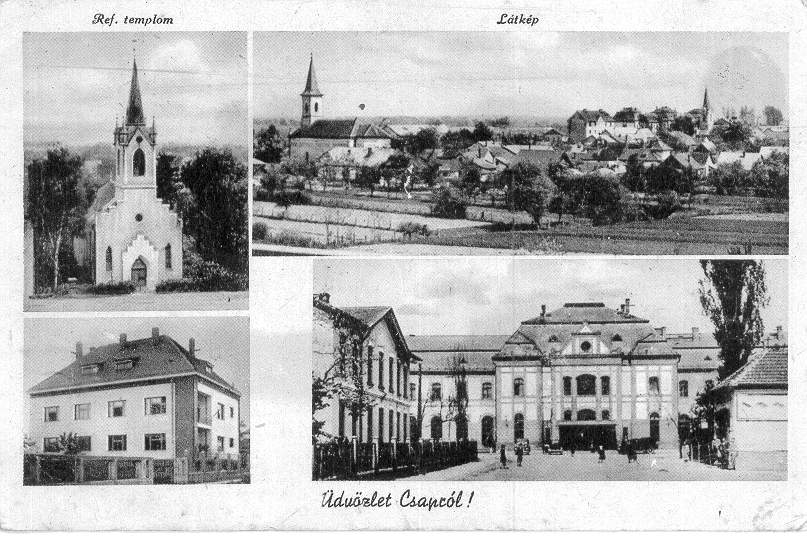
1939-1941 роки

895 року ці землі завоювали угорці. Уперше Чоп згадано на письмі 1281 року. Назва міста, найімовірніше, пішла від прізвища родини давніх власників поселення, магнатів Чапі (Chapy, Csapy). Останній із представників цієї родини помер у середині XVI століття.
У відповідь на посилену експлуатацію й панування Габсбургів на Підкарпатті ще з більшою силою спалахували антифеодальні виступи та національно-визвольна боротьба. У цій боротьбі брали участь і жителі села Чопа. Поміж іншого, вони жваво брали участь у Токайському повстанні 1697 року та визвольній війні 1703—1711 років.
З кінця XVIII століття відома найдавніша печатка Чопа з тогочасним гербом поселення: у полі печатки — селянин у човні, що пливе річкою.
Чоп почав швидше розвиватись після австро-угорської революції 1848—1849 років та скасування панщини, з початком розвитку капіталістичних спілок. З 1870 року почали будувати залізницю, що проходила й через Чоп. 25 серпня 1872 відкрито ділянку Сату-Маре-Чоп, 28 серпня 1872 Чоп-Ужгород, 24 жовтня 1872 Чоп-Королево, 4 лютого 1873 Кишварда-Чоп Угорської Північно-Східної залізниці, що сполучали Прикарпаття з Галичиною й центральною Угорщиною та, поміж іншого, Чоп з Ужгородом та Береговим. Коли в 1872 році побудували залізничну станцію, Чоп став важливим транспортним вузлом. У деяких тогочасних джерелах поселення згадується як містечко Капушанського повіту (округу) Ужанського комітату.

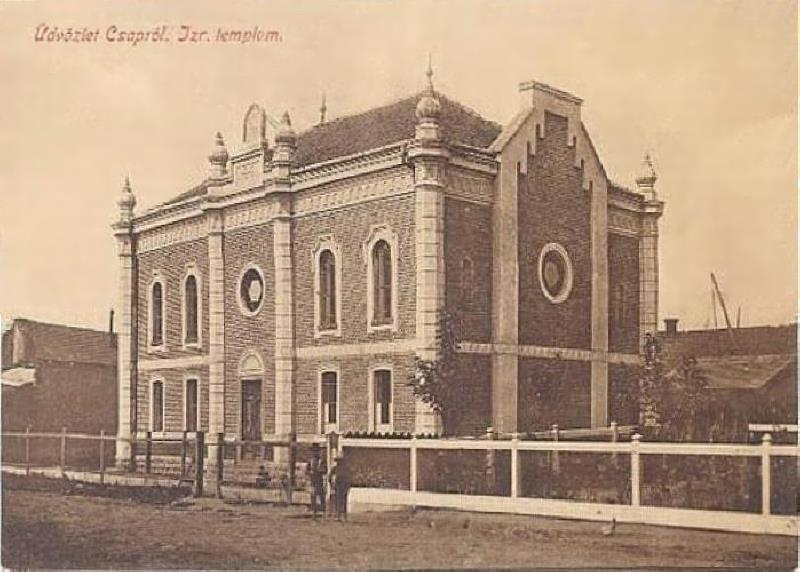
Колишня синагога

Коли в Угорщині в березні 1919 року владу захопила комуністична Революційна Правляча Рада, в Чопі створили місцеві органи радянської влади та жупний директоріум Ужанського комітату.
10 квітня 1919 року відбулися вибори до місцевої та жупної Рад робітників, солдатів і селян. Ще в березні чеські війська спробували напасти на Чоп, та були відбиті. Щоб запобігти новим нападам на Закарпаття, сюди надіслали частини 5-ї Угорської Червоної дивізії та почали створювати частини 65-ї Русинської Червоної бригади.
Новий напад чеських військ на Чоп почався 22 квітня 1919 року, а зі сходу ще з 16 квітня наступали війська Румунії. На підступах до Чопа зав'язалися вперті бої. У боях полягло багато армійців.
4 червня 1920 року — Тріанонський мир — Чоп долучають до Чехословаччини. Між 1920—1938 роками — Чоп у межах Чехословаччини належить словакам.
10 листопада 1938 року Чоп окуповує угорська королівська армія. У 1938—1944 роках — Чоп знову частина Угорщини.
28 жовтня — 23 листопада 1944 року — облога Чопа. 28 жовтня 1944 року радянські війська підійшли до Чопа. Деякі райони Чопа кілька разів переходили з рук у руки. Зрештою Чоп визволено аж тільки 23 листопада 1944 року.
29 червня 1945 року — радянсько-чехословацький договір — Чоп долучають до Української РСР (Закарпатська область). Між 1945—1991 роками — Чоп у межах Радянського Союзу належить до УРСР.
30 травня 1947 року — Чоп дістав статус селища міського типу.
1957 рік — Чоп записано до міст. Станція Чоп стала однією з найпотужніших у колишньому СРСР і в деякі роки переробляла до 60 млн тонн вантажів на рік.
1991 рік — частина вільної України. Статус міста обласного підпорядкування Чоп дістав у травні 2003 році.

## Політика
На парламентських виборах України 2014 року явка виборців становила 52,19 %. Найбільше голосів набрали такі політичні партії: Блок Петра Порошенка — 27,68 %; Народний Фронт — 16,07 %; Самопоміч — 11,47 %; Радикальна партія Олега Ляшка — 5,16 %.

### Парламентські вибори, 2019
На позачергових парламентських виборах 2019 року у місті функціонували 3 окремі виборчі дільниця № 210802–210804.
Результати
- зареєстровано 6971 виборець, явка 40,14%, найбільше голосів віддано за «Слугу народу» — 50,33%, за «Опозиційну платформу — За життя» — 11,12%, за Всеукраїнське об'єднання «Батьківщина» — 7,10%.[6] В одномандатному окрузі найбільше голосів отримав Олександр Пекарь (Слуга народу) — 24,91%, за Йосипа Борто (самовисування) — 24,13%, за Роберта Горвата (самовисування) — 15,38%[7].

## Населення
- 1880 p. — 1187 особи, угорці −1164 осіб (98,1 %)
- 1910 р. — 2318 осіб, угорці — 2294 особи (99 %)
- 1930 р. — 3572 особи, угорці — 2082 особи (58,3 %)
- 1940 р. — 3371 особи, угорці — 3236 особи, словаки — 40 осіб, русини — 32 особи, німці — 11 осіб, інші — 52 осіб
- 1970 р. — 5000 осіб
- 1979 р. — 7503 особи
- 1989 р. — 9600 осіб
- 2001 р. — 9506 осіб
- 2003 р. — 8870 осіб
- 2007 p. — 8765 осіб

### Національний склад
Розподіл населення за національністю за даними перепису 2001 року:
| Національність  | Відсоток |
| --------------- | -------- |
| українці        | 48,08%   |
| угорці          | 39,41%   |
| росіяни         | 8,33%    |
| цигани          | 2,32%    |
| білоруси        | 0,79%    |
| поляки          | 0,18%    |
| словаки         | 0,24%    |
| інші/не вказали | 0,65%    |

### Мовний склад
Рідна мова населення за даними перепису 2001 року:
| Мова            | Кількість | Відсоток |
| --------------- | --------- | -------- |
| українська      | 4109      | 46.32%   |
| угорська        | 3683      | 41.52%   |
| російська       | 1029      | 11.60%   |
| білоруська      | 15        | 0.17%    |
| словацька       | 8         | 0.09%    |
| румунська       | 7         | 0.08%    |
| вірменська      | 2         | 0.02%    |
| болгарська      | 1         | 0.01%    |
| циганська       | 1         | 0.01%    |
| польська        | 1         | 0.01%    |
| інші/не вказали | 14        | 0.17%    |
| Усього          | 8870      | 100%     |

## Економіка
У місті станом на 2000 рік зареєстровано 140 юридичних осіб і понад 200 фізичних осіб — суб'єктів підприємницької діяльності: більшість великих підприємств пов'язана з транспортно-експедиційним обслуговуванням вантажів, що надходять залізничним та автомобільним перевозом. Щодо обсягу робіт можна виділити станцію Чоп, СП «Термінал-Карпати», СП «Автопорт-Чоп», ЗАТ «Чопзовніштранс». Дедалі більше продукції виробляє СП «Фабрика жіночого одягу Ле-Го Україна».

## Відомі люди
- Ференц Бернат (угор. Bernáth Ferenc; Чоп, 1981) — гітарист-віртуоз, композитор, кандидат мистецтвознавства.
- Калитич Віктор Михайлович (1963—2017) — полковник Збройних сил України (Центральне ракетно-артилерійське управління Озброєння Збройних сил України).

## Міста-побратими
- Загонь — Угорщина

## Галерея

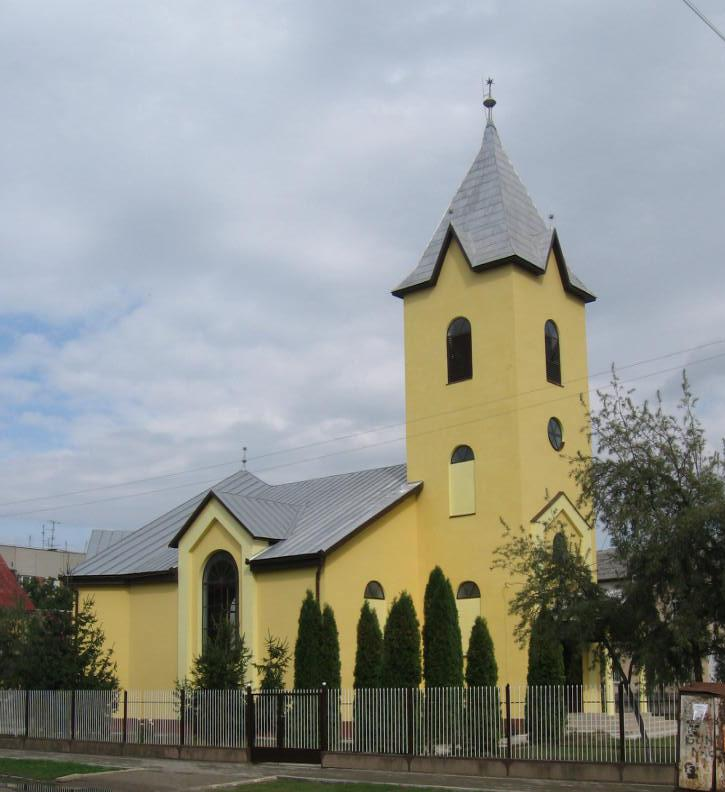
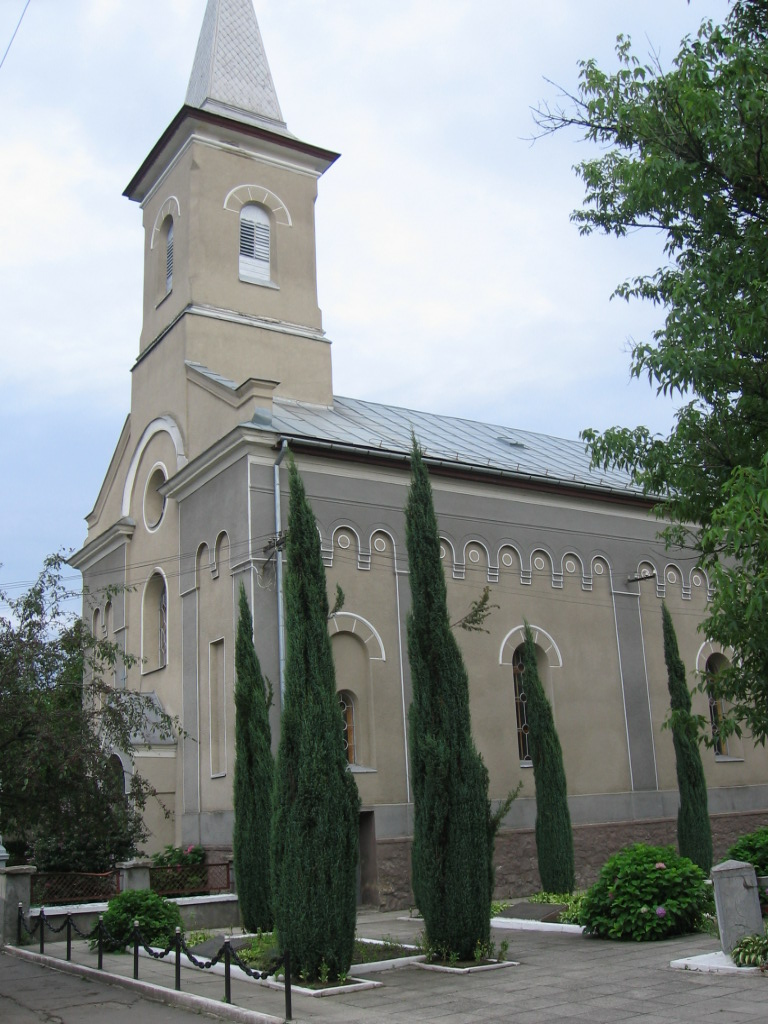
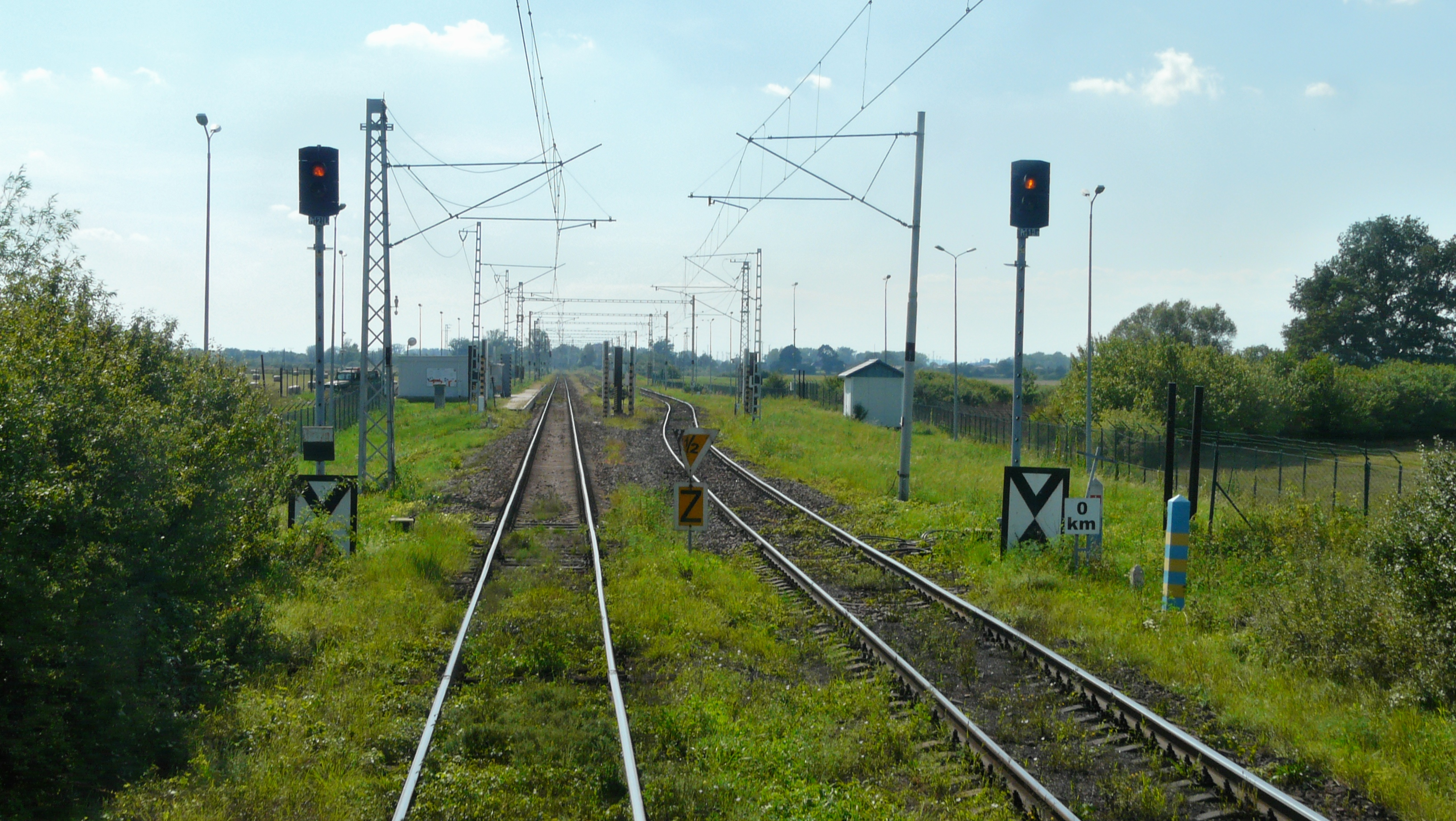
Державний кордон